# Bowland Bridge
Bowland Bridge – wieś w Anglii, w Kumbrii. Leży 67 km na południe od miasta Carlisle i 361 km na północny zachód od Londynu.